# Holandia na Zimowych Igrzyskach Olimpijskich 2014
Holandia na Zimowych Igrzyskach Olimpijskich 2014 – grupa czterdziestu jeden zawodników reprezentująca Holandię na Zimowych Igrzyskach Olimpijskich w Soczi w 2014 roku. Startowali oni w bobslejach, łyżwiarstwie szybkim, short tracku i snowboardingu. Jest to najliczniejsza reprezentacja Holandii na ZIO w historii. Była to także jedna z nielicznych reprezentacji, której zawodniczka startowała w dwóch dyscyplinach. Jest nią  Jorien ter Mors, która startowała w łyżwiarstwie szybkim i short tracku.
Z wizytą do Soczi przyjechał król Holandii Wilhelm Aleksander z małżonką królową Maksymą oraz premier Mark Rutte wraz z minister zdrowia, opieki społecznej i sportu Edith Schippers.

## Medale

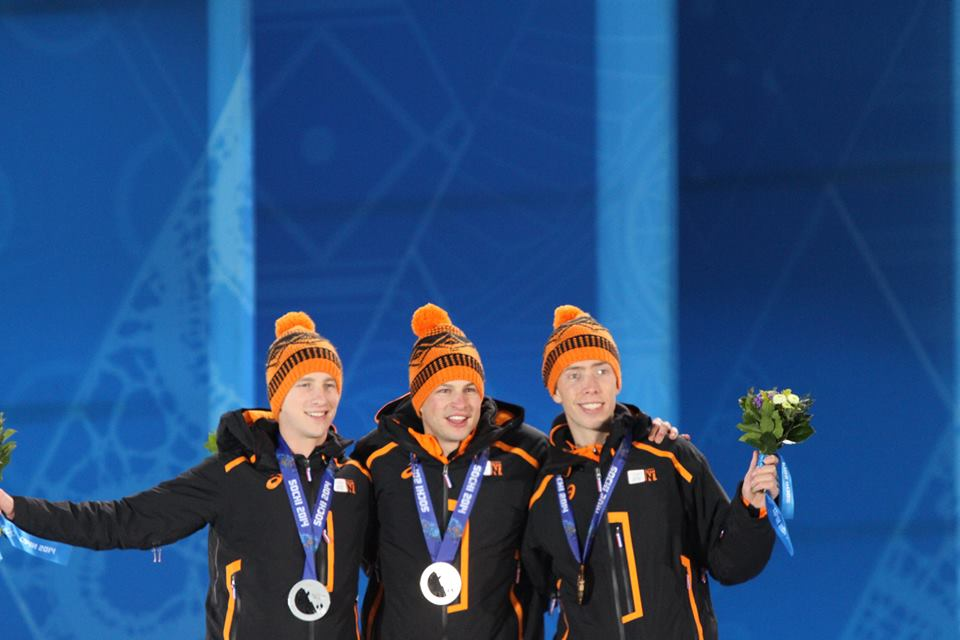
Sven Kramer, Jan Blokhuijsen, Jorrit Bergsma - medaliści w łyżwiarstwie szybkim na 5000 m.

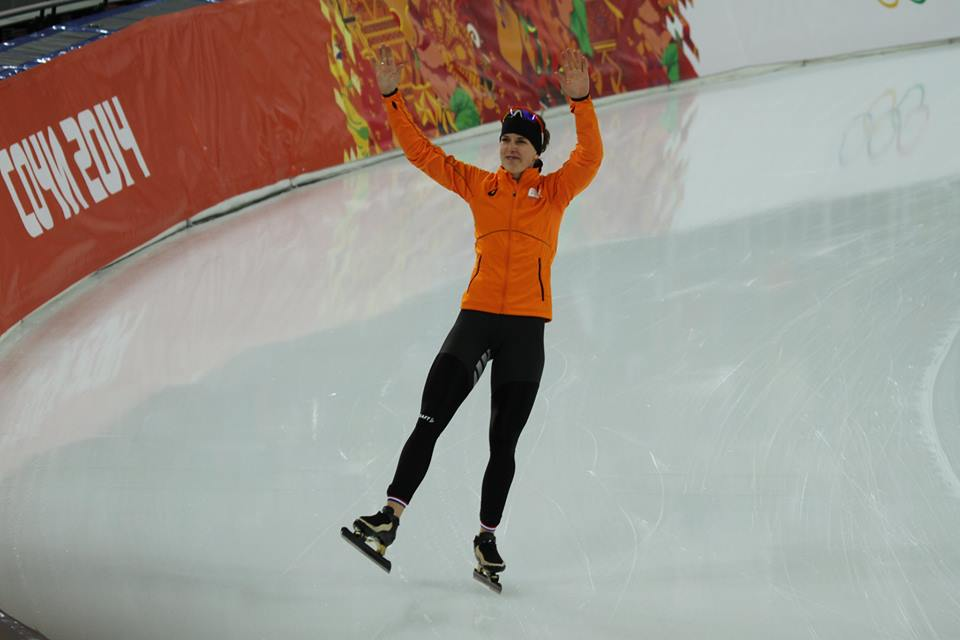
Ireen Wüst - złota medalistka w łyżwiarstwie szybkim na 3000 m.

| Medale według dni | Medale według dni | Medale według dni | Medale według dni | Medale według dni | Medale według dni | Medale według dni |
| ----------------- | ----------------- | ----------------- | ----------------- | ----------------- | ----------------- | ----------------- |
| Dzień             | Data              | złoto             | srebro            | brąz              | Razem             |                   |
| Dzień 1           | 08.02             | 1                 | 1                 | 1                 | 3                 |                   |
| Dzień 2           | 09.02             | 1                 | -                 | -                 | 1                 |                   |
| Dzień 3           | 10.02             | 1                 | 1                 | 1                 | 3                 |                   |
| Dzień 4           | 11.02             | -                 | -                 | 1                 | 1                 |                   |
| Dzień 5           | 12.02             | 1                 | -                 | 1                 | 2                 |                   |
| Dzień 6           | 13.02             | -                 | 1                 | 1                 | 2                 |                   |
| Dzień 7           | 14.02             | -                 | -                 | -                 | 0                 |                   |
| Dzień 8           | 15.02             | -                 | 1                 | 1                 | 2                 |                   |
| Dzień 9           | 16.02             | 1                 | 1                 | 1                 | 3                 |                   |
| Dzień 10          | 17.02             | -                 | -                 | -                 | 0                 |                   |
| Dzień 11          | 18.02             | 1                 | 1                 | 1                 | 3                 |                   |
| Dzień 12          | 19.02             | -                 | 1                 | 1                 | 2                 |                   |
| Dzień 13          | 20.02             | -                 | -                 | -                 | 0                 |                   |
| Dzień 14          | 21.02             | -                 | -                 | -                 | 0                 |                   |
| Dzień 15          | 22.02             | 2                 | -                 | -                 | 2                 |                   |
| Dzień 16          | 23.02             | -                 | -                 | -                 | 0                 |                   |

| Medal  | Zawodnik                                                  | Dyscyplina          | Konkurencja    | Data      |
| ------ | --------------------------------------------------------- | ------------------- | -------------- | --------- |
| Złoto  | Sven Kramer                                               | Łyżwiarstwo szybkie | 5000 m         | 8 lutego  |
| Złoto  | Ireen Wüst                                                | Łyżwiarstwo szybkie | 3000 m         | 9 lutego  |
| Złoto  | Michel Mulder                                             | Łyżwiarstwo szybkie | 500 m          | 10 lutego |
| Złoto  | Stefan Groothuis                                          | Łyżwiarstwo szybkie | 1000 m         | 12 lutego |
| Złoto  | Jorien ter Mors                                           | Łyżwiarstwo szybkie | 1500 m         | 16 lutego |
| Złoto  | Jorrit Bergsma                                            | Łyżwiarstwo szybkie | 10 000 m       | 18 lutego |
| Złoto  | Jan Blokhuijsen Sven Kramer Koen Verweij                  | Łyżwiarstwo szybkie | bieg drużynowy | 22 lutego |
| Złoto  | Lotte van Beek Marrit Leenstra Jorien ter Mors Ireen Wüst | Łyżwiarstwo szybkie | bieg drużynowy | 22 lutego |
| Srebro | Jan Blokhuijsen                                           | Łyżwiarstwo szybkie | 5000 m         | 8 lutego  |
| Srebro | Jan Smeekens                                              | Łyżwiarstwo szybkie | 500 m          | 10 lutego |
| Srebro | Ireen Wüst                                                | Łyżwiarstwo szybkie | 1000 m         | 13 lutego |
| Srebro | Ireen Wüst                                                | Łyżwiarstwo szybkie | 1500 m         | 16 lutego |
| Srebro | Koen Verweij                                              | Łyżwiarstwo szybkie | 1500 m         | 13 lutego |
| Srebro | Sven Kramer                                               | Łyżwiarstwo szybkie | 10 000 m       | 18 lutego |
| Srebro | Ireen Wüst                                                | Łyżwiarstwo szybkie | 5000 m         | 19 lutego |
| Brąz   | Jorrit Bergsma                                            | Łyżwiarstwo szybkie | 5000 m         | 8 lutego  |
| Brąz   | Ronald Mulder                                             | Łyżwiarstwo szybkie | 500 m          | 10 lutego |
| Brąz   | Margot Boer                                               | Łyżwiarstwo szybkie | 500 m          | 11 lutego |
| Brąz   | Michel Mulder                                             | Łyżwiarstwo szybkie | 1000 m         | 12 lutego |
| Brąz   | Margot Boer                                               | Łyżwiarstwo szybkie | 1000 m         | 13 lutego |
| Brąz   | Sjinkie Knegt                                             | Short track         | 1000 m         | 15 lutego |
| Brąz   | Lotte van Beek                                            | Łyżwiarstwo szybkie | 1500 m         | 16 lutego |
| Brąz   | Bob de Jong                                               | Łyżwiarstwo szybkie | 10 000 m       | 18 lutego |
| Brąz   | Carien Kleibeuker                                         | Łyżwiarstwo szybkie | 5000 m         | 19 lutego |

## Skład reprezentacji

### Bobsleje
Mężczyźni
| Zawodnik                                                        | Konkurencja      | 1. ślizg | 1. ślizg | 2. ślizg | 2. ślizg | 3. ślizg | 3. ślizg | 4. ślizg | 4. ślizg | Łącznie | Łącznie |
| Zawodnik                                                        | Konkurencja      | Czas     | Miejsce  | Czas     | Miejsce  | Czas     | Miejsce  | Czas     | Miejsce  | Czas    | Miejsce |
| --------------------------------------------------------------- | ---------------- | -------- | -------- | -------- | -------- | -------- | -------- | -------- | -------- | ------- | ------- |
| Edwin van Calker Bror van der Zijde                             | Dwójki mężczyzn  | 57,54    | 21.      | 57,46    | 21.      | 57,38    | 18.      | 56,95    | 15.      | 3:49,33 | 19.     |
| Edwin van Calker Sybren Jansma Arno Klaassen Bror van der Zijde | Czwórki mężczyzn | 55,55    | 13.      | 55,57    | 15.      | 55,82    | 12.      | 55,75    | 12.      | 3:42,69 | 11.     |

Kobiety
| Zawodniczka              | Konkurencja   | 1. ślizg | 1. ślizg | 2. ślizg | 2. ślizg | 3. ślizg | 3. ślizg | 4. ślizg | 4. ślizg | Łącznie | Łącznie |
| Zawodniczka              | Konkurencja   | Czas     | Miejsce  | Czas     | Miejsce  | Czas     | Miejsce  | Czas     | Miejsce  | Czas    | Miejsce |
| ------------------------ | ------------- | -------- | -------- | -------- | -------- | -------- | -------- | -------- | -------- | ------- | ------- |
| Esmé Kamphuis Judith Vis | Dwójki kobiet | 57,94    | 5.       | 58,10    | 6.       | 58,20    | 6.       | 58,03    | 2.       | 3:52,27 | 4.      |

### Łyżwiarstwo szybkie
Mężczyźni
| Zawodnik                                                | Konkurencja    | Bieg 1. | Bieg 1. | Bieg 2. | Bieg 2. | Finał        | Finał   |
| Zawodnik                                                | Konkurencja    | Czas    | Miejsce | Czas    | Miejsce | Czas         | Miejsce |
| ------------------------------------------------------- | -------------- | ------- | ------- | ------- | ------- | ------------ | ------- |
| Jorrit Bergsma                                          | 5000 m         | —       | —       | —       | —       | 6:16,66      | 3.      |
| Jorrit Bergsma                                          | 10 000 m       | —       | —       | —       | —       | 12:44,45     | 1.      |
| Jan Blokhuijsen                                         | 5000 m         | —       | —       | —       | —       | 6:15,71      | 2.      |
| Bob de Jong                                             | 10 000 m       | —       | —       | —       | —       | 13:07,19     | 3.      |
| Stefan Groothuis                                        | 500 m          | 35,42   | 24.     | 56,81   | 39.     | 92,24        | 38.     |
| Stefan Groothuis                                        | 1000 m         | —       | —       | —       | —       | 1:08,39 (TR) | 1.      |
| Stefan Groothuis                                        | 1500 m         | —       | —       | —       | —       | 1:46,08      | 12.     |
| Sven Kramer                                             | 5000 m         | —       | —       | —       | —       | 6:10,76      | 1.      |
| Sven Kramer                                             | 10 000 m       | —       | —       | —       | —       | 12:49,02     | 2.      |
| Michel Mulder                                           | 500 m          | 34,63   | 2.      | 34,67   | 2.      | 69,31        | 1.      |
| Michel Mulder                                           | 1000 m         | —       | —       | —       | —       | 1:08,74      | 3.      |
| Ronald Mulder                                           | 500 m          | 34,97   | 6.      | 34,49   | 1.      | 69,46        | 3.      |
| Jan Smeekens                                            | 500 m          | 34,59   | 1.      | 34,72   | 3.      | 69,32        | 2.      |
| Mark Tuitert                                            | 1000 m         | —       | —       | —       | —       | 1:09,29      | 10.     |
| Mark Tuitert                                            | 1500 m         | —       | —       | —       | —       | 1:45,42      | 5.      |
| Koen Verweij                                            | 1000 m         | —       | —       | —       | —       | 1:09,09      | 6.      |
| Koen Verweij                                            | 1500 m         | —       | —       | —       | —       | 1:45,009     | 2.      |
| Sven Kramer Jorrit Bergsma Koen Verweij Jan Blokhuijsen | Bieg drużynowy | 3:44,48 | 1.      | 3:40,79 | 1.      | 3:37,71      | 1.      |

Kobiety
| Zawodniczka                                               | Konkurencja    | Bieg 1. | Bieg 1. | Bieg 2. | Bieg 2. | Finał        | Finał   |
| Zawodniczka                                               | Konkurencja    | Czas    | Miejsce | Czas    | Miejsce | Czas         | Miejsce |
| --------------------------------------------------------- | -------------- | ------- | ------- | ------- | ------- | ------------ | ------- |
| Margot Boer                                               | 500 m          | 37,77   | 5.      | 37,71   | 3.      | 75,48        | 3.      |
| Margot Boer                                               | 1000 m         | —       | —       | —       | —       | 1:14,90      | 3.      |
| Antoinette de Jong                                        | 3000 m         | —       | —       | —       | —       | 4:06,77      | 7.      |
| Carien Kleibeuker                                         | 5000 m         | —       | —       | —       | —       | 6:55,66      | 3.      |
| Marrit Leenstra                                           | 500 m          | 39,03   | 21.     | 38,7    | 16.     | 77,74        | 19.     |
| Marrit Leenstra                                           | 1000 m         | —       | —       | —       | —       | 1:15,15      | 6.      |
| Marrit Leenstra                                           | 1500 m         | —       | —       | —       | —       | 1:56,40      | 4.      |
| Yvonne Nauta                                              | 5000 m         | —       | —       | —       | —       | 7:01,76      | 6.      |
| Jorien ter Mors                                           | 1500 m         | —       | —       | —       | —       | 1:53,51      | 1.      |
| Lotte van Beek                                            | 500 m          | 38,67   | 15.     | 38,73   | 17.     | 77,4         | 16.     |
| Lotte van Beek                                            | 1000 m         | —       | —       | —       | —       | 1:15,10      | 5.      |
| Lotte van Beek                                            | 1500 m         | —       | —       | —       | —       | 1:54,54      | 3.      |
| Annouk van der Weijden                                    | 3000 m         | —       | —       | —       | —       | 4:05,75      | 5.      |
| Laurine van Riessen                                       | 500 m          | 38,645  | 14.     | 38,35   | 9.      | 76,99        | 11.     |
| Ireen Wüst                                                | 1000 m         | —       | —       | —       | —       | 1:14,69      | 2.      |
| Ireen Wüst                                                | 1500 m         | —       | —       | —       | —       | 1:54,49      | 2.      |
| Ireen Wüst                                                | 3000 m         | —       | —       | —       | —       | 4:00,34 (TR) | 1.      |
| Ireen Wüst                                                | 5000 m         | —       | —       | —       | —       | 6:54,28      | 2.      |
| Ireen Wüst Lotte van Beek Marrit Leenstra Jorien ter Mors | Bieg drużynowy | 2:58,61 | 1.      | 2:58,43 | 1.      | 2:58,05      | 1.      |

### Short track
Mężczyźni
| Zawodnik                                                                             | Konkurencja       | Kwalifikacje | Kwalifikacje | Ćwierćfinał | Ćwierćfinał | Półfinał | Półfinał | Finał    | Finał   | Finał |
| Zawodnik                                                                             | Konkurencja       | Czas         | Miejsce      | Czas        | Miejsce     | Czas     | Miejsce  | Czas     | Miejsce |       |
| ------------------------------------------------------------------------------------ | ----------------- | ------------ | ------------ | ----------- | ----------- | -------- | -------- | -------- | ------- | ----- |
| Niels Kerstholt                                                                      | 500 m             | 42,441       | 3.           | NQ          | NQ          | NQ       | NQ       | NQ       | NQ      |       |
| Niels Kerstholt                                                                      | 1000 m            | 1:25,695     | 3.           | NQ          | NQ          | NQ       | NQ       | NQ       | NQ      |       |
| Niels Kerstholt                                                                      | 1500 m            | 2:13,848     | 1.           | —           | —           | 2:17,134 | 6.       | NQ       | NQ      |       |
| Freek van der Wart                                                                   | 500 m             | 41,190       | 2.           | 1:01,371    | 3.          | NQ       | NQ       | NQ       | NQ      |       |
| Freek van der Wart                                                                   | 1000 m            | DSQ          | -            | NQ          | NQ          | NQ       | NQ       | NQ       | NQ      |       |
| Sjinkie Knegt                                                                        | 500 m             | 41,235       | 1.           | 41,683      | 1.          | 41,290   | 3.       | 42,608   | 4. (FB) |       |
| Sjinkie Knegt                                                                        | 1000 m            | 1:26,091     | 2.           | 1:25,695    | 2.          | 1:25,564 | 2.       | 1:25,611 | 3.      |       |
| Sjinkie Knegt                                                                        | 1500 m            | 2:14,249     | 3.           | —           | —           | 2:14,677 | 3.       | 2:39,581 | 5. (FB) |       |
| Christiaan Bokkerink Daan Breeuwsma Niels Kerstholt Sjinkie Knegt Freek van der Wart | 5000 m – sztafeta | —            | —            | —           | —           | DSQ      | -        | NQ       | NQ      |       |

Kobiety
| Zawodniczka                                                                         | Konkurencja       | Kwalifikacje | Kwalifikacje | Ćwierćfinał | Ćwierćfinał | Półfinał | Półfinał | Finał    | Finał   | Finał |
| Zawodniczka                                                                         | Konkurencja       | Czas         | Miejsce      | Czas        | Miejsce     | Czas     | Miejsce  | Czas     | Miejsce |       |
| ----------------------------------------------------------------------------------- | ----------------- | ------------ | ------------ | ----------- | ----------- | -------- | -------- | -------- | ------- | ----- |
| Jorien ter Mors                                                                     | 500 m             | 44,262       | 1.           | 43,572      | 2.          | 44,242   | 4.       | 44,311   | 3. (FB) |       |
| Jorien ter Mors                                                                     | 1000 m            | 1:46,661     | 3.           | 1:29,119    | 2.          | 1:30,481 | 3.       | 1:36,835 | 1. (FB) |       |
| Jorien ter Mors                                                                     | 1500 m            | 2:21,626     | 1.           | —           | —           | 2:19,382 | 2.       | 2:19,656 | 4.      |       |
| Yara van Kerkhof                                                                    | 500 m             | 44,044       | 2.           | 43,888      | 3.          | NQ       | NQ       | NQ       | NQ      |       |
| Yara van Kerkhof                                                                    | 1000 m            | 1:29,980     | 3.           | NQ          | NQ          | NQ       | NQ       | NQ       | NQ      |       |
| Yara van Kerkhof                                                                    | 1500 m            | 2:26,809     | 3.           | —           | —           | 2:20.291 | 5.       | NQ       | NQ      |       |
| Lara van Ruijven                                                                    | 500 m             | 44,023       | 3.           | NQ          | NQ          | NQ       | NQ       | NQ       | NQ      |       |
| Rianne de Vries Jorien ter Mors Sanne van Kerkhof Yara van Kerkhof Lara van Ruijven | 3000 m – sztafeta | —            | —            | —           | —           | DSQ      | -        | NQ       | NQ      |       |

### Snowboarding
Mężczyźni
| Zawodnik         | Konkurencja       | Kwalifikacje | Kwalifikacje | Kwalifikacje | Kwalifikacje | Półfinał | Półfinał | Półfinał  | Półfinał | Finał    | Finał    | Finał     | Finał   |
| Zawodnik         | Konkurencja       | 1. zjazd     | 2. zjazd     | Najlepszy    | Miejsce      | 1. zjazd | 2. zjazd | Najlepszy | Miejsce  | 1. zjazd | 2. zjazd | Najlepszy | Miejsce |
| ---------------- | ----------------- | ------------ | ------------ | ------------ | ------------ | -------- | -------- | --------- | -------- | -------- | -------- | --------- | ------- |
| Dimi de Jong     | Halfpipe mężczyzn | 25,25        | 64,25        | 64,25        | 12.          | NQ       | NQ       | NQ        | NQ       | NQ       | NQ       | NQ        | NQ      |
| Dolf van der Wal | Halfpipe mężczyzn | 25,50        | 62,50        | 62,50        | 14.          | NQ       | NQ       | NQ        | NQ       | NQ       | NQ       | NQ        | NQ      |

Kobiety
| Zawodniczka | Konkurencja | Kwalifikacje | Kwalifikacje | Kwalifikacje | Kwalifikacje | Półfinał | Półfinał | Półfinał  | Półfinał | Finał    | Finał    | Finał     | Finał   |
| Zawodniczka | Konkurencja | 1. zjazd     | 2. zjazd     | Najlepszy    | Miejsce      | 1. zjazd | 2. zjazd | Najlepszy | Miejsce  | 1. zjazd | 2. zjazd | Najlepszy | Miejsce |
| ----------- | ----------- | ------------ | ------------ | ------------ | ------------ | -------- | -------- | --------- | -------- | -------- | -------- | --------- | ------- |
| Cheryl Maas | Slopestyle  | 18,00        | 31,25        | 31,25        | 9.           | NQ       | NQ       | NQ        | NQ       | NQ       | NQ       | NQ        | NQ      |

| Zawodniczka         | Konkurencja              | Kwalifikacje | Kwalifikacje | 1/8 finału | Ćwierćfinał | Półfinał | Finał | Finał   |
| Zawodniczka         | Konkurencja              | Czas         | Miejsce      | Czas       | Czas        | Czas     | Czas  | Miejsce |
| ------------------- | ------------------------ | ------------ | ------------ | ---------- | ----------- | -------- | ----- | ------- |
| Michelle Dekker     | Slalom gigant równoległy | 1:53.74      | 22.          | NQ         | NQ          | NQ       | NQ    | NQ      |
| Michelle Dekker     | Slalom równoległy        | 1:05,66      | 19.          | NQ         | NQ          | NQ       | NQ    | NQ      |
| Nicolien Sauerbreij | Slalom gigant równoległy | 1:47.22      | 4.           | + 0,05     | 10.         | NQ       | NQ    | NQ      |
| Nicolien Sauerbreij | Slalom równoległy        | 1:05,69      | 20.          | NQ         | NQ          | NQ       | NQ    | NQ      |

| Zawodniczka   | Konkurencja     | Kwalifikacje | Kwalifikacje | Ćwierćfinał | Półfinał | Finał   | Finał |
| Zawodniczka   | Konkurencja     | Czas         | Miejsce      | Miejsce     | Miejsce  | Miejsce |       |
| ------------- | --------------- | ------------ | ------------ | ----------- | -------- | ------- | ----- |
| Bell Berghuis | Snowboard cross | 1:28,19      | 22.          | 5.          | NQ       | NQ      |       |